# Euphoria schotti
Euphoria schotti är en skalbaggsart som beskrevs av Leconte 1853. Euphoria schotti ingår i släktet Euphoria och familjen Cetoniidae. Inga underarter finns listade i Catalogue of Life.